# Stefano Mengozzi
Stefano Mengozzi (Ravenna, 6 maggio 1985) è un pallavolista italiano, centrale della Virtus Fano.

## Carriera

### Club
La carriera di Stefano Mengozzi inizia nelle giovanili della storica società Robur Ravenna, con la quale disputa due campionati di serie C ed uno di Serie B1, prima di essere ceduto alla 4 Torri Ferrara, con cui gioca per due stagioni in Serie A2.
Nella stagione 2006-07 passa alla Sparkling Milano, con cui conquista la vittoria del campionato di Serie A2, con conseguente promozione in Serie A1, e la Coppa Italia di categoria.
Dopo una stagione nel massimo campionato sloveno col Salonit Anhovo, il centrale ravennate torna nella squadra della propria città, il Robur Angelo Costa, con cui, partendo dalla Serie B1, conquista la Serie A1 vincendo il campionato di Serie A2 2010-11. Nell'annata 2013-14 resta nella stessa città vestendo la maglia del neonato Porto Robur Costa, dove resta per tre annate.
Nella stagione 2016-17 passa al BluVolley Verona, dove resta per due annate, per poi accasarsi alla Callipo nell'annata 2018-19. Per il campionato 2020-21 è nuovamente al club di Ravenna, mentre in quello successivo difende i colori della Sir Safety Perugia, sempre in Superlega, con cui si aggiudica una Coppa Italia, una Supercoppa italiana e il campionato mondiale per club 2022. Dopo due stagioni con la squadra umbra, ritorna, ancora una volta, al Porto Robur Costa, nel campionato cadetto, mentre nell'annata successiva firma per la Virtus Fano, neopromossa in Serie A2.

### Nazionale
Entra a far parte delle diverse rappresentative nazionali giovanili, vincendo la medaglia di bronzo al campionato europeo Under-19 del 2003 e nel 2004 ottiene le prime convocazioni in nazionale maggiore, con cui conquista il bronzo alle Universiadi del 2005.

## Palmarès

### Club
- Coppa Italia: 1

2021-22
- Coppa Italia di Serie A2: 1

2006-07
- Supercoppa italiana: 1

2022
- Campionato mondiale per club: 1

2022

### Nazionale (competizioni minori)
- Campionato europeo Under-19 2003
- Universiade 2005